# Mario Kramer

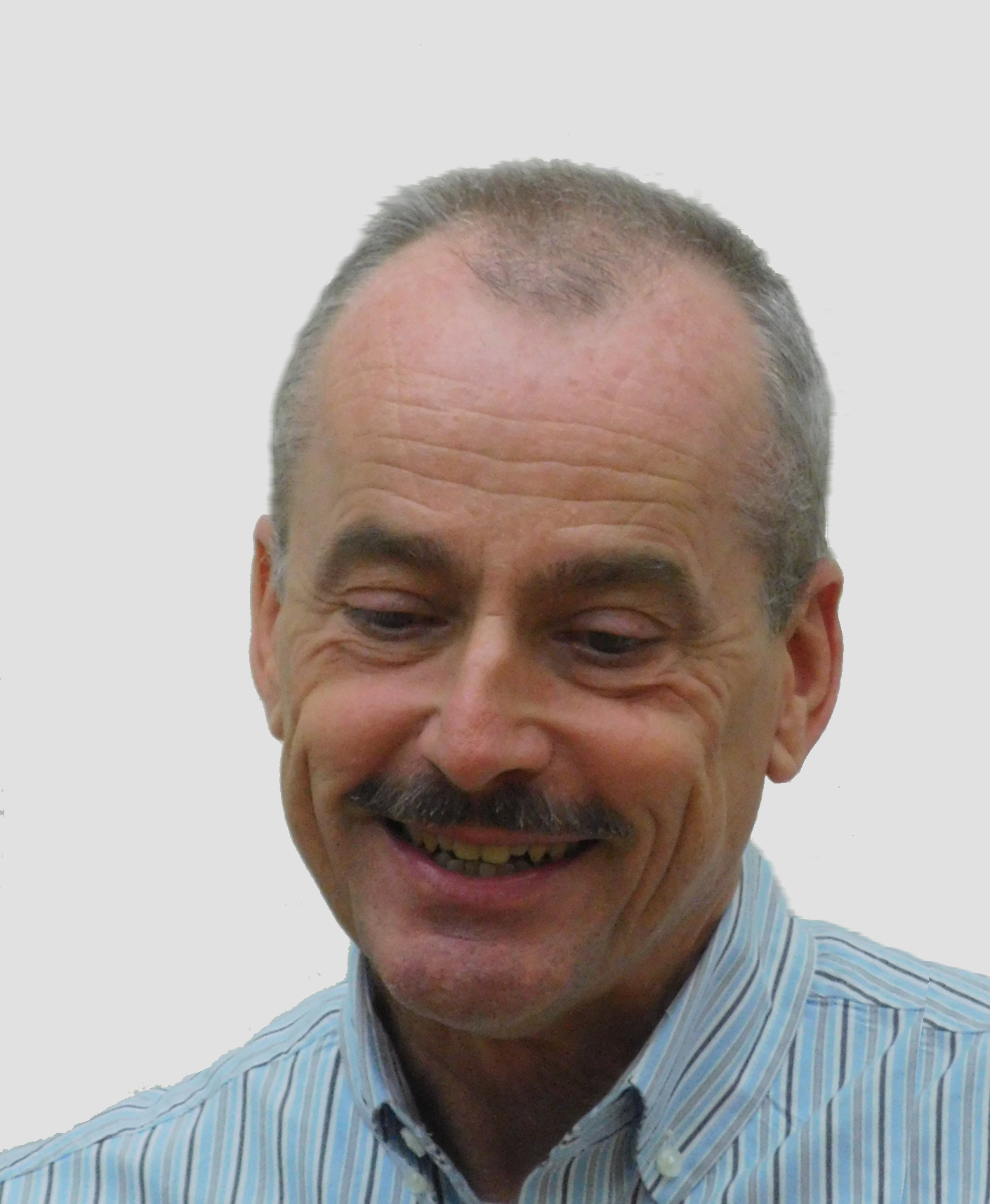
Mario Kramer im Museum für Moderne Kunst 2019

Mario Kramer (* 1956 in Karlsruhe) ist ein deutscher Kunsthistoriker, Museumskurator und Sammlungsleiter am Museum für Moderne Kunst in Frankfurt am Main.

## Leben und Werk
Kramer wuchs am Bodensee auf und wurde bereits früh von einer Lehrerin für die zeitgenössische Kunst begeistert. Er studierte Kunstgeschichte, Archäologie und empirische Kulturwissenschaften an der Universität Freiburg. Kramer setzte sein Studium am Fachbereich Kulturgeschichte der Universität Hamburg fort. Bereits seit dieser Zeit arbeitete er als freier Mitarbeiter beim Hamburger Kunstverein und war Mitverfasser eines Ausstellungskatalogs über Andy Warhol.
Nach seiner Magisterarbeit 1985 mit dem Thema Joseph Beuys: Das Kapital Raum 1970–77 wurde Kramer bei Martin Warnke 1995 mit einer Dissertation über den musikalischen Aspekt im Werk von Joseph Beuys promoviert. Er beschäftigte sich darin unter anderem mit der Analyse und Entstehungsgeschichte von aktionsbezogenen Installationen wie Hirschdenkmal für George Macunias (1982), Infiltration Homogen für Konzertflügel (1966) und Konzertflügenjom (Bereichsjom) (1969). Kramer gilt seither als namhafter Experte für das Werk von Beuys.
1990 wurde Kramer von Jean-Christophe Ammann als Kustos der Sammlung an das Museum für Moderne Kunst in Frankfurt am Main gerufen. Er war an der Einrichtungsphase des Museums beteiligt, die mit der Eröffnung des Museums am 6. Juni 1991 abgeschlossen wurde. Kramer konzipierte und organisierte anschließend in Zusammenarbeit mit Andreas Bee die Vermittlungstätigkeit durch Führungen und Vorträge. Als Sammlungsleiter betreut und katalogisiert er die Sammlung des Hauses, das Peter-Roehr-Archiv und das Ammann Archiv. Auf seine Veranlassung konnte 2014 die Werkserie des Museums „On Kawara, Date Paintings, 1966–2000“ komplettiert werden. 2018 erwarb er für das Museum Joseph Beuys’ Schlüsselwerk Boxkampf für die direkte Demokratie von 1972.
Seit dem Sommersemester 1993 hat er einen Lehrauftrag mit Seminaren zur zeitgenössischen Kunst an der Johann Wolfgang Goethe-Universität in Frankfurt am Main und seit Oktober 1999 eine Gastlehrtätigkeit am Bennington College, Vermont.
Kramer kuratierte zahlreiche Ausstellungen und veröffentlichte vorwiegend zu Themen der zeitgenössischen Kunst. Kramer lebt in Frankfurt am Main.

## Kuratierte Ausstellungen
- 1994: On Kawara 1952-56 Tokyo (MMK)
- 1996: (mit Jean-Christophe Ammann und Adam Weinberg): Views from Abroad (Whitney Museum of American Art)
- 1997: Rei Naito – Jegliche Existenz wird gerufen (MMK)
- 2001: Paare/Couples – Gilbert & George und Félix González-Torres  (MMK)
- 2003: (mit Udo Kittelmann): Andy Warhol: Time Capsules (MMK)
- 2005: (mit Udo Kittelmann): Elaine Sturtevant: The Brutal Truth (MMK)
- 2006: Andreas Slominski – Roter Sand und ein gefundenes Glück (MMK)
- 2009/2010: Double. Rekonstruierte historische Ausstellungsprojekte in einem Raum von Gregor Schneider (MMK)
- 2010: Funktionen der Zeichnung: Konzeptuelle Kunst auf Papier aus der Sammlung des MMK (MMK)
- 2012: (mit Molly Donovan): Warhol Headlines (MMK)
- 2013: On Kawara – Pure Consciousness (Saligao, Goa, Indien)
- 2014: Dayanita Singh – Go Away Closer (MMK)
- 2014: Tobias Zielony (Ursula Blickle Stiftung, Kraichtal)
- 2015: Elaine Sturtevant. Drawing Double Reversal (Albertina, Wien)
- 2015: William Forsythe. The Fact of Matter (MMK)
- 2017: Primary Structures – Meisterwerke der Minimal Art von Carl Andre bis Santiago Sierra aus der Sammlung des MMK (MMK)
- 2018: Image Profile. Aspekte des Dokumentarischen in der fotografischen Sammlung des MMK (MMK)[5]

## Schriften (Auswahl)
- Joseph Beuys, Das Kapital Raum 1970–77, Studien zur Entstehungsgeschichte der Rauminstallation, Sammlung Crex, Hallen für neue Kunst, Schaffhausen. Fachbereich Kulturgeschichte, Hamburg, 1985 (Magisterarbeit)
- Joseph Beuys, Das Kapital Raum 1970–1977, Edition Staeck, Heidelberg 1991 (überarbeitete und ergänzte Fassung der Magisterarbeit)
- Klang & Skulptur: der musikalische Aspekt im Werk von Joseph Beuys, Häusser,  Darmstadt, 1996 ISBN 978-3-89552-008-2 (Dissertation)
- Joseph Beuys: >Auschwitz Demonstration< (1956–1964). In: Eckart Gillen (Hrsg.) Deutschlandbilder. Kunst in einem geteilten Land, Martin-Gropius-Bau Dumont, Köln ISBN 978-3-7701-3869-2, S. 293–303
- The lucid evidence: Fotografie aus der Sammlung, MMK Museum für Moderne Kunst, Frankfurt am Main ISBN 978-3-86984-147-2
- Joseph Beuys und der Zeitgenosse John Cage: im Dialog mit Marcel Duchamp, Eric Satie und James Joyce. Verlag für Moderne Kunst, Wien, 2010 ISBN 978-3-86984-147-2